# Pippo Mezzapesa
Pour les articles homonymes, voir Mezzapesa.
Pippo Mezzapesa (né à Bitonto le 28 septembre 1980) est un réalisateur de films italien.

## Biographie
Après des études classiques, Pippo Mezzapesa obtient une Laurea en droit à l'Université de Bari.
Son approche au cinéma se fait en tant qu'autodidacte. Son premier court métrage, Lido Azzurro, qui date de 2001, décrit la journée type d'une famille populaire et mélancolique de la province puglièse. En 2003, il écrit le scénario de quelques épisodes du film collectif A Levante, et collabore avec la scénariste Antonella Gaeta, avec laquelle il écrit Zinanà, son second court métrage, qui remporte le David di Donatello.
En 2005, il entreprend un parcours dans le cinéma documentaire, avec Produrre, Consumare, Morire (« Produire, Consommer, Mourir »), une enquête sur le pôle pétrochimique de Brindisi.
Son troisième court métrage, Come a Cassano, qui raconte une histoire d'homonymie entre un enfant préadolescent et Antonio Cassano, remporte une mention spéciale au Nastro d'Argento.
En 2007, il réalise son second documentaire, mélangeant cinéma réalité et invention : Pinuccio Lovero - Sogno di una morte di mezza estate (« Pinuccio Lovero - Rêve d'une mort avenue au milieu de l'été »). Événement spécial à la Mostra de Venise, il obtient un certain succès auprès du public, et l'estime de la critique.
En 2009, le court métrage L'Altra Metà (« L'Autre moitié ») retrace l'histoire de la fuite de l'hospice d'une dame âgée, pour assister à la cérémonie de mariage de son neveu, à laquelle elle n'a pas été conviée.
En 2011, il signe son premier long métrage, Il paese delle spose infelici, tiré du roman éponyme de Mario Desiati. Le film est sélectionné en compétition officielle au Festival international du film de Rome.

## Filmographie

### Cinéma

#### Fiction

##### Longs métrages
- 2011 : Annalisa (Il paese delle spose infelici)
- 2018 : Il bene mio
- 2022 : Ti mangio il cuore

##### Courts métrages
- 2001 : Lido Azzurro, numérique, couleur, 12 min, production Fanfara Film
- 2004 : Zinanà, 35 mm, couleur, 14 min, production River Film Fanfara Film
- 2006 : Come a Cassano, 35 mm, couleur, 15 min, production I.T.C. Movie
- 2008 : Il passato è una terra straniera - Rumori di fondo, 15 min
- 2009 : L'altra metà, 35 mm, couleur, 12 min, production Casta Diva, Banca Intesa San Paolo
- 2013 : Settanta, 9 min
- 2017 : La giornata, 13 min

#### Documentaires
- 2005 : Produrre Consumare Morire, digital, couleur, 30 min, production Fanfara Film
- 2008 : Pinuccio Lovero. Sogno di una morte di mezza estate, digital, couleur, 65 min, production Vivo Film, Makò Show&Tourism et Fanfara Film
- 2012 : Pinuccio Lovero Yes I Can, 72 min

### Publicité
- 2014 : Antonio Decaro : Chiama Decaro
- 2014 : Passo a due. 10 anni del Club Imprese per la Cultura di Confindustria 2015 : F.C. Bari 1908: La passione non si tradisce - «Il triplete nerazzurro»
- 2015 : F.C. Bari 1908 : La passione non si tradisce - «Il farfallone bianconero»
- 2015 : F.C. Bari 1908 : La passione non si tradisce - «La confessione rossonera»

### Télévision

#### Séries télévisées
- 2024 : Qui non è Hollywood (mini-série)
- 2024 : Lidia fait sa loi (La legge di Lidia Poët) (saison 2, épisodes 5 et 6)

## Prix et récompenses
- 2004 : Zinanà, Prix David di Donatello, meilleur court métrage ; finaliste  pour le Nastro d'argento
- 2006 : Come a Cassano, mention spéciale aux Nastri d'argento
- 2008 : Pinuccio Lovero - Sogno di una morte di mezza estate ; évènement spécial de fermeture de la semaine de la critique lors de la Mostra d'Arte Cinematografica di Venezia ; mention spéciale au Martini Premiere Award
- 2009 : Pinuccio Lovero - Sogno di una morte di mezza estate distribué par Fandango, a remporté le Italian Dvd & Blu-ray Award comme meilleur dvd documentaire,
- 2009 : L'Altra Metà a remporté la mention spéciale pour la régie aux Nastri d'argento
- 2010 : L'Altra Metà meilleur court métrage prix Michelangelo Antonioni au Bari International Film Festival
- 2010 : L'Altra Metà a concouru au Prix David di Donatello et au Globe d'or dans la catégorie meilleur court métrage.
- 2011 : Il paese delle spose infelici a participé au concours officiel de la sixième édition du Festival international du film de Rome